# Церковь Николая Чудотворца (Богданов)
Церковь Николая Чудотворца (Никольская церковь, Свято-Никольский храм) — православный храм в хуторе Богданов Ростовской области,  Шахтинской и Миллеровской епархии.

## История

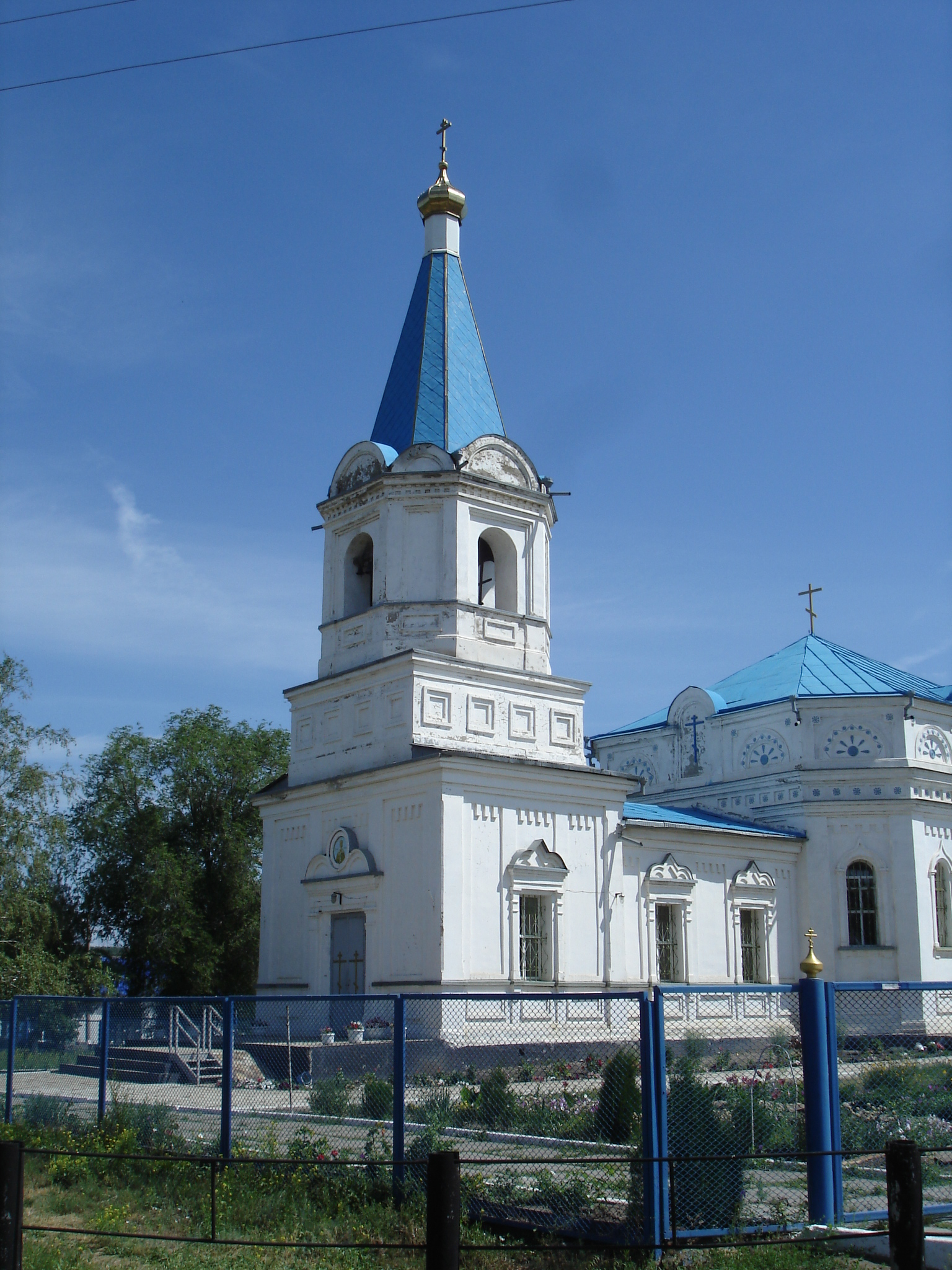
Колокольня церкви

Никольская церковь была построена в 1891 году, является одной из четырёх церквей в Каменском районе Ростовской области, сохранившейся после Октябрьской революции. 
В советское время храм был закрыт. Открыли его в 1943 году, после освобождения хутора от немцев. Богослужения проводились до 1962 года, когда начались  «хрущёвские» гонения на церковь. Были неудачные попытки церковь разрушить, но её превратили в хранилище колхоза имени Кирова, памятник которому до сих пор стоит рядом с храмом.
В третий раз церковь открыли в 1990 году. Помощь в её восстановлении оказали казаки из посёлка Гундоровский. Помогал в её восстановлении Владимир Дерябкин, уроженец соседнего хутора Хоботок — ныне петербуржец, цирковой артист, создатель первого в России частного музея граммофонов.